# خوان باديلا
خوان باديلا (بالإنجليزية: Juan Padilla)‏ هو لاعب كرة قاعدة أمريكي، ولد في 17 فبراير 1977 في سان خوان في الولايات المتحدة.

## وصلات خارجية
- خوان باديلا على موقع دوري كرة القاعدة الرئيسي (الإنجليزية)
- خوان باديلا على موقعبيزبول رفرنس.كوم (الدوري الرئيسي) (الإنجليزية)
- خوان باديلا على موقع إي إس بي إن.كوم (أم.أل.بي) (الإنجليزية)
- خوان باديلا على موقع مشجعي الرسوم البيانية (الإنجليزية)